# Jesper Löfgren
Jesper Fredrik Löfgren (Kalmar, 3 maggio 1997) è un calciatore svedese, difensore del Lucerna.

## Carriera
Cresciuto nelle giovanili del Nybro, dal 2015 ha giocato nella prima squadra nell'Oskarshamns AIK, compagine all'epoca militante in Division 1 (terzo livello del campionato svedese). Ha effettuato il suo esordio in data 29 agosto 2015, subentrando a Robin Östlind nel pareggio per 1-1 maturato sul campo del Kristianstad FC. È rimasto in squadra per un biennio, nel quale ha totalizzato 27 presenze in campionato, senza realizzare alcuna rete.
Nel 2017 si è accordato con lo FK Karlskrona, sempre in Division 1, per cui ha debuttato il 14 aprile: è stato titolare nel successo per 1-2 sul Kristianstad FC. Il 6 maggio 2017 ha realizzato il primo gol, nel 4-1 inflitto al Mjällby.
In vista della stagione 2018, Löfgren si è accordato con il Mjällby. L'8 aprile ha disputato la prima partita in squadra, nel pareggio per 0-0 arrivato in casa dell'Husqvarna. Il 15 aprile ha realizzato il primo gol con questa maglia, nel successo per 4-1 sullo Skövde AIK.
Il 15 agosto 2018 è stato reso noto il suo passaggio ai norvegesi del Brann: il trasferimento sarebbe stato valido a partire dal 1º gennaio 2019, col giocatore che si è legato al nuovo club fino al 31 dicembre 2021.
Il 1º maggio 2019 ha quindi debuttato con la nuova casacca, schierato titolare nella vittoria per 1-6 arrivata sul campo dell'Arna-Bjørnar, sfida valida per il primo turno del Norgesmesterskapet. L'esordio in Eliteserien è datato 5 luglio 2019, quando ha sostituito Vito Wormgoor nel pareggio per 0-0 contro il Mjøndalen.
Il 26 luglio 2019 ha fatto ritorno al Mjällby, nel frattempo approdato in Superettan, con la formula del prestito. Il 1º agosto è tornato quindi a calcare i campi da calcio svedesi, schierato titolare nel pareggio per 1-1 contro il Norrby. Ha contribuito alla promozione in Allsvenskan della squadra, arrivata al termine di quella stessa stagione.
Il 5 febbraio 2020, il Mjällby ha reso noto di aver trovato l'accordo col Brann per prolungare il prestito del calciatore per un'ulteriore stagione. Il 18 giugno ha disputato quindi la prima gara nella massima divisione svedese, schierato titolare nella sconfitta per 0-1 subita contro il Falkenberg. Il 4 ottobre è arrivata la sua prima rete in Allsvenskan, nel successo interno per 3-2 contro l'Helsingborg. A fine anno, è rientrato al Brann per fine prestito.
Il 31 marzo 2021 è stato ceduto al Djurgården a titolo definitivo. Al suo primo anno con la nuova maglia, ha alternato presenze da titolare (11) ad altre da subentrante (13), così come avvenuto anche nel campionato seguente quando ha giocato 10 gare dal primo minuto ed è entrato per 11 volte da subentrante. Nella prima parte dell'Allsvenskan 2023 ha iniziato nello schieramento titolare in buona parte delle occasioni, poi i due allenatori Kim Bergstrand e Thomas Lagerlöf lo hanno escluso poiché, a loro dire, il giocatore era stato coinvolto nel fatto di aver subito gol facili sia nella sconfitta di campionato contro l'Elfsborg che in UEFA Europa Conference League contro il Lucerna. A seguito di quest'intervista Löfgren si è dichiarato "incredibilmente deluso", ed il giorno successivo (nell'ultimo giorno della finestra estiva di mercato) è approdato in prestito al Brommapojkarna fino alla fine dell'anno.
Il 18 gennaio 2024 è stato ceduto nuovamente in prestito, questa volta fino al successivo 30 giugno agli svizzeri del Lucerna, squadra contro cui aveva giocato nelle coppe europee pochi mesi prima. La sua nuova squadra ha poi deciso, a maggio, di esercitare l'opzione di riscatto presente negli accordi, pertanto Löfgren è diventato un giocatore del Lucerna a titolo definitivo.

## Statistiche

### Presenze e reti nei club
Statistiche aggiornate al 21 ottobre 2020.
| Stagione               | Club                   | Campionato             | Campionato | Campionato | Coppe nazionali | Coppe nazionali | Coppe nazionali | Coppe continentali | Coppe continentali | Coppe continentali | Supercoppe | Supercoppe | Supercoppe | Totale | Totale |
| Stagione               | Club                   | Comp                   | Pres       | Reti       | Comp            | Pres            | Reti            | Comp               | Pres               | Reti               | Comp       | Pres       | Reti       | Pres   | Reti   |
| ---------------------- | ---------------------- | ---------------------- | ---------- | ---------- | --------------- | --------------- | --------------- | ------------------ | ------------------ | ------------------ | ---------- | ---------- | ---------- | ------ | ------ |
| 2015                   | Oskarshamns AIK        | D1                     | 4          | 0          | CS              | 0               | 0               | -                  | -                  | -                  | -          | -          | -          | 4      | 0      |
| 2016                   | Oskarshamns AIK        | D1                     | 23         | 0          | CS              | 2               | 0               | -                  | -                  | -                  | -          | -          | -          | 25     | 0      |
| Totale Oskarshamns AIK | Totale Oskarshamns AIK | Totale Oskarshamns AIK | 27         | 0          |                 | 2               | 0               |                    | -                  | -                  |            | -          | -          | 29     | 0      |
| 2017                   | FK Karlskrona          | D1                     | 25         | 2          | CS              | 0               | 0               | -                  | -                  | -                  | -          | -          | -          | 25     | 2      |
| 2018                   | Mjällby                | D1                     | 27         | 5          | CS              | 0               | 0               | -                  | -                  | -                  | -          | -          | -          | 27     | 5      |
| gen.-lug. 2019         | Brann                  | ES                     | 1          | 0          | CN              | 1               | 0               | UEL                | -                  | -                  | -          | -          | -          | 2      | 0      |
| lug.-dic. 2019         | Mjällby                | S                      | 12         | 3          | CS              | 5               | 1               | -                  | -                  | -                  | -          | -          | -          | 17     | 4      |
| 2020                   | Mjällby                | A                      | 24         | 1          | CS              | 0               | 0               | -                  | -                  | -                  | -          | -          | -          | 24     | 1      |
| Totale Mjällby         | Totale Mjällby         | Totale Mjällby         | 63         | 9          |                 | 5               | 1               |                    | -                  | -                  |            | -          | -          | 68     | 10     |
| Totale                 | Totale                 | Totale                 | 116        | 11         |                 | 8               | 1               |                    | -                  | -                  |            | -          | -          | 124    | 12     |

## Palmarès

### Club

#### Competizioni nazionali
- Superettan: 1

Mjällby: 2019